# S.M. Stirling
Stephen Michael Stirling (ur. 30 września 1953 w Metzu) – amerykański pisarz science fiction oraz fantasy, najbardziej znany z serii historii alternatywnych Draka, Nantucket i Emberverse. Autor kiludziesięciu książek i opowiadań.